# Kodrąb (gromada)
Kodrąb – dawna gromada, czyli najmniejsza jednostka podziału terytorialnego Polskiej Rzeczypospolitej Ludowej w latach 1954–1972.
Gromady, z gromadzkimi radami narodowymi (GRN) jako organami władzy najniższego stopnia na wsi, funkcjonowały od reformy reorganizującej administrację wiejską przeprowadzonej jesienią 1954 do momentu ich zniesienia z dniem 1 stycznia 1973, tym samym wypierając organizację gminną w latach 1954–1972.
Gromadę Kodrąb siedzibą GRN w Kodrębiu utworzono – jako jedną z 8759 gromad na obszarze Polski – w powiecie radomszczańskim w woj. łódzkim, na mocy uchwały nr 36/54 WRN w Łodzi z dnia 4 października 1954. W skład jednostki weszły obszary dotychczasowych gromad Kodrąb, Feliksów, Wola Malowana i Zapolice oraz wieś Zakrzew Wielki i parcelacja Zakrzew Wielki z dotychczasowej gromady Zakrzew Wielki ze zniesionej Dmenin, obszar dotychczasowej gromady Józefów oraz wieś Wólka Pytowska z dotychczasowej gromady Widawka ze zniesionej gminy Gosławice, a także kolonia Klizin z dotychczasowej gromady Klizin ze zniesionej gminy Przerąb w tymże powiecie. Dla gromady ustalono 24 członków gromadzkiej rady narodowej.
Gromada przetrwała do końca 1972 roku, czyli do kolejnej reformy gminnej. 1 stycznia 1973 w powiecie radomszczańskim utworzono gminę Kodrąb.